# Altes Solbad (Schwäbisch Hall)

Das Alte Solbad in Schwäbisch Hall auf einer Schützenscheibe von 1829 (StadtA SHA FS 01912).

Das Alte Solbad auf der Kocherinsel Unterwöhrd in Schwäbisch Hall war ein 1827 eröffnetes Badehaus. Eugen Gradmann ordnete die Architektur des zuvor als Schützenhaus dienenden Gebäudes dem „Klassizismus des 19. Jahrhunderts“ zu. Das am 1. Juni 1827 eingeweihte Alte Solbad ist bedeutend für die Haller Stadtentwicklung – der Bau „steht für den Beginn der Entwicklung Schwäbisch Halls zur Kurstadt und zum Fremdenverkehrsort“. 1880 wurde in dessen unmittelbarer Nachbarschaft das Neue Solbad errichtet. Beide Gebäude sind heute (Stand 2014) nicht mehr erhalten.